# Hyalonema crassum
Hyalonema crassum är en svampdjursart som beskrevs av Lendenfeld 1915. Hyalonema crassum ingår i släktet Hyalonema och familjen Hyalonematidae. Inga underarter finns listade i Catalogue of Life.